# Грегори, Бенджи
Бенджамин Грегори Херцберг (англ. Benjamin Gregory Hertzberg), более известный как Бенджи Грегори (англ. Benji Gregory); (26 мая 1978, Лос-Анджелес, Калифорния — 13 июня 2024, Пеория, Аризона) — американский актёр, наиболее известный по роли Брайана Таннера в сериале «Альф».

## Биография
Бенджамин Грегори Херцберг родился в Лос-Анджелесе. Его отец, Гэри Херцберг, был федеральным инспектором кредитных союзов, а его мать, Пэтти (Стенгер) Херцберг, работала его менеджером. Мать Гэри, Эстель Херцберг, была опытным агентом по поиску талантов, которая впоследствии помогла карьере Бенджамина. Ещё в младенчестве он снимался в рекламе. Детство его прошло в Таузенд-Оукс, штат Калифорния, США.
В возрасте полутора лет дебютировал в кино в сериале «Остров фантазий» (1977—1984). Помимо своей главной роли в «Альфе» (1986–1990), появился ещё в нескольких телесериалах, в том числе, «Команда «А»» (1984), «Ти Джей Хукер» (1984), «Удивительные истории» (1985), «Сумеречная зона» (1985) и «Мистер Бугеди» (1986), «Фунт щенков» (1986–1987), «Мерфи Браун» (1988), «Фантастический Макс» (1988–1990). Он также появился в художественном фильме «Джек-попрыгун» (1986).
Бенджамин Грегори сыграл самого себя в телесериале «Больше, что вы знаете», детском игровом сериале «Я говорю!», в эпизодах «Салют 50 штатам» игрового шоу «Веселый дом», а также в эпизоде сериала «Игра свиданий» (1986–1989).
Он несколько раз появлялся в телевизионном ситкоме «Панки Брюстер» (1984—1988), сыграв сироту по имени «Дэш», а также озвучил Крота Эдгара в мультфильме «Однажды в лесу» (1993), который стал его последней актёрской ролью. Он должен был сыграть одну из главных ролей в спин-оффе «Панки Брюстера» под названием «Фенстер Холл», но этот фильм так и не был снят.
После окончания съёмок в «Альфе» Херцберг не продолжил карьеру актёра на телевидении, а поступил в Академию искусств в Сан-Франциско.

### Военная служба
После окончания школы Бенджамин Грегори Херцберг, в возрасте 20 лет поступил на службу в ВМС США и стал помощником аэрографа. Его направили на военный корабль «USS Carl Vinson». Где он служил до 2005 года, пока не был демобилизован по состоянию здоровья.

### Личная жизнь
Во время службы на флоте Грегори женился, но потом развёлся. По другим данным, он женился после демобилизации в 2006 году.

### Последние годы жизни и смерть
В последние годы жизни он лечился от депрессии, биполярного расстройства и нарушения сна. Посещал встречи общества анонимных алкоголиков, где встретил Макса Райта, который играл его отца в «Альфе». Они поддерживали отношения вплоть до смерти Райта в 2019 году.
13 июня 2024 года Грегори и его собака-помощник были найдены мёртвыми в машине на парковке Chase Bank в городе Пеории, штат Аризона. Ему было 46 лет. Новость о его смерти не оглашалась до 10 июля 2024 года из-за того, что причина всё ещё расследуется. Его сестра заявила, что вероятно, он умер от теплового удара после того, как заснул в своей машине.